# Kill City
Kill City var smeknamnet på ett gammalt träkvarter i Berghäll i Helsingfors i Finland där new age- och punkgenerationen höll till i slutet av 1970-talet. Här fanns en krog, klubbutrymmen och studiomöjligheter. Kvarteret var planerat att rivas 1979, men brann ner samma år. Verksamheten flyttades från Kill City till Lepakko, som revs av staden 1999 på grund av trafikarbeten. På den plats där Kill City fanns står i dag Kommunernas hus.
Kill City nämns i Havana Blacks låt Kill City Blues och Hanoi Rocks Kill City Kills. Iggy Pops låt Kill City har inget med stadsdelen att göra. Det finns också ett band med namnet Kill City och ett annat, ryskt, som heter Kill City Kills.